# Myasishchev M-55
Myasishchev M-55 (tên mã NATO: Mystic) là một loại máy bay trinh sát tầng cao của Liên Xô, do Myasishchev thiết kế. Tuy M-55 được gọi là "U-2 Liên Xô" nhưng tính năng của nó kém hơn Lockheed U-2 nhiều với trần bay tối đa chỉ khoảng 21.500m, thời gian hoạt động liên tục trên không chỉ là 2,25 giờ ở độ cao 17.000m, còn nếu bay ở độ cao 21.000m thì chỉ trong 35 phút. U-2 có tốc độ bay khoảng 805 km/h nhưng nó có thể đạt trần bay cực cao 25.900m, tầm bay tới 10.300 km, bay liên tục 12 giờ.

## Quốc gia sử dụng
Liên Xô
- Không quân Liên Xô

 Nga
- Không quân Nga

## Tính năng kỹ chiến thuật (M-55)

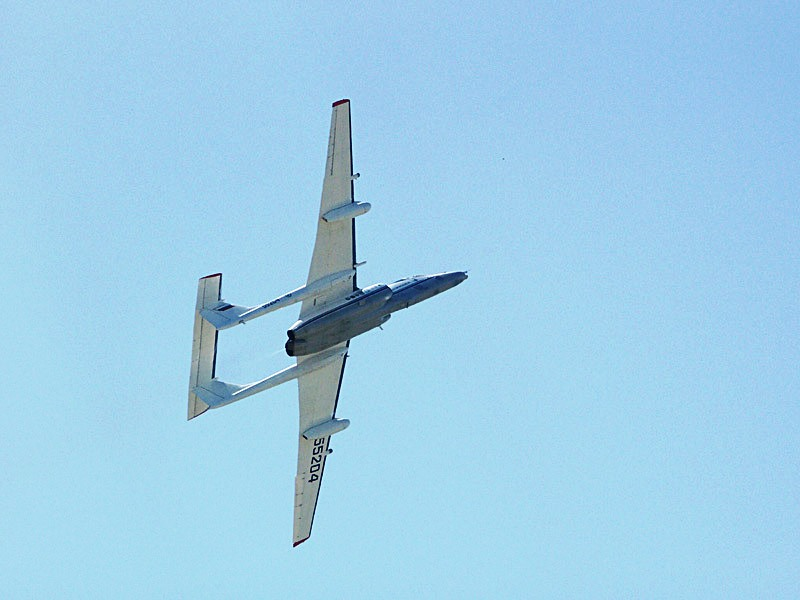
Myasishchev M-55 tại MAKS 2005

Dữ liệu lấy từ 
Đặc điểm tổng quát
- Tổ lái: 1
- Tải trọng: 1.500 Kg (3.300 lb)
- Chiều dài: 22,86 m (75 ft)
- Sải cánh: 37,46 m (122 ft 103⁄4 in)
- Chiều cao: 4,8 m (15 ft 5 in)
- Diện tích cánh: 131,6 m2 (1417 ft2)
- Tỉ số mặt cắt: 10,6
- Trọng lượng rỗng: 13.995 kg (30.853 lb)
- Trọng lượng cất cánh tối đa: 24.000 kg (54.013 lb)
- Động cơ: 2 × Aviadvigatel PS-30-V12 kiểu turbofan, 98 kN (22.000 lbf) mỗi chiếc

 Hiệu suất bay 
- Vận tốc cực đại: 750 km/h (466 mph)
- Tầm bay: 4.965 km (3.085 dặm)
- Trần bay: 21.500 m (70.500 ft)
- Thời gian bay: 6 giưof 30 phút